# Doloclanes sarawakana
Doloclanes sarawakana är en nattsländeart som först beskrevs av Douglas E. Kimmins 1955.  Doloclanes sarawakana ingår i släktet Doloclanes och familjen stengömmenattsländor. Inga underarter finns listade i Catalogue of Life.